# Moronidae

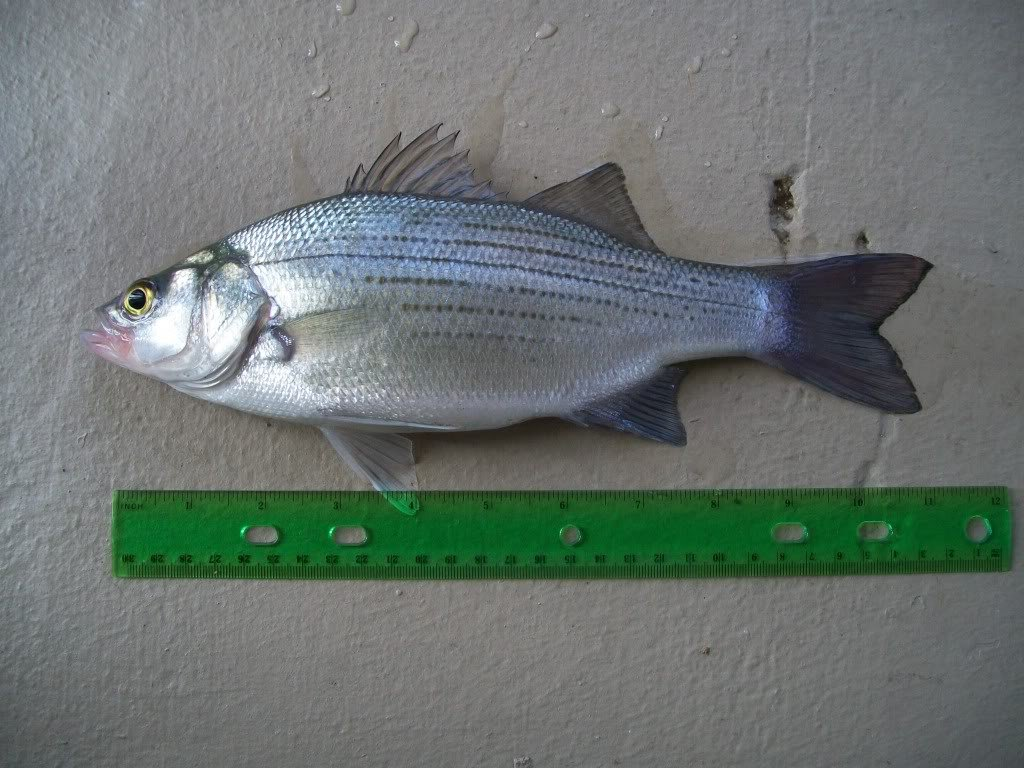
Morone chrysops

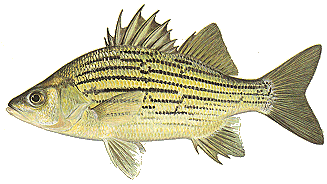
Morone mississippiensis

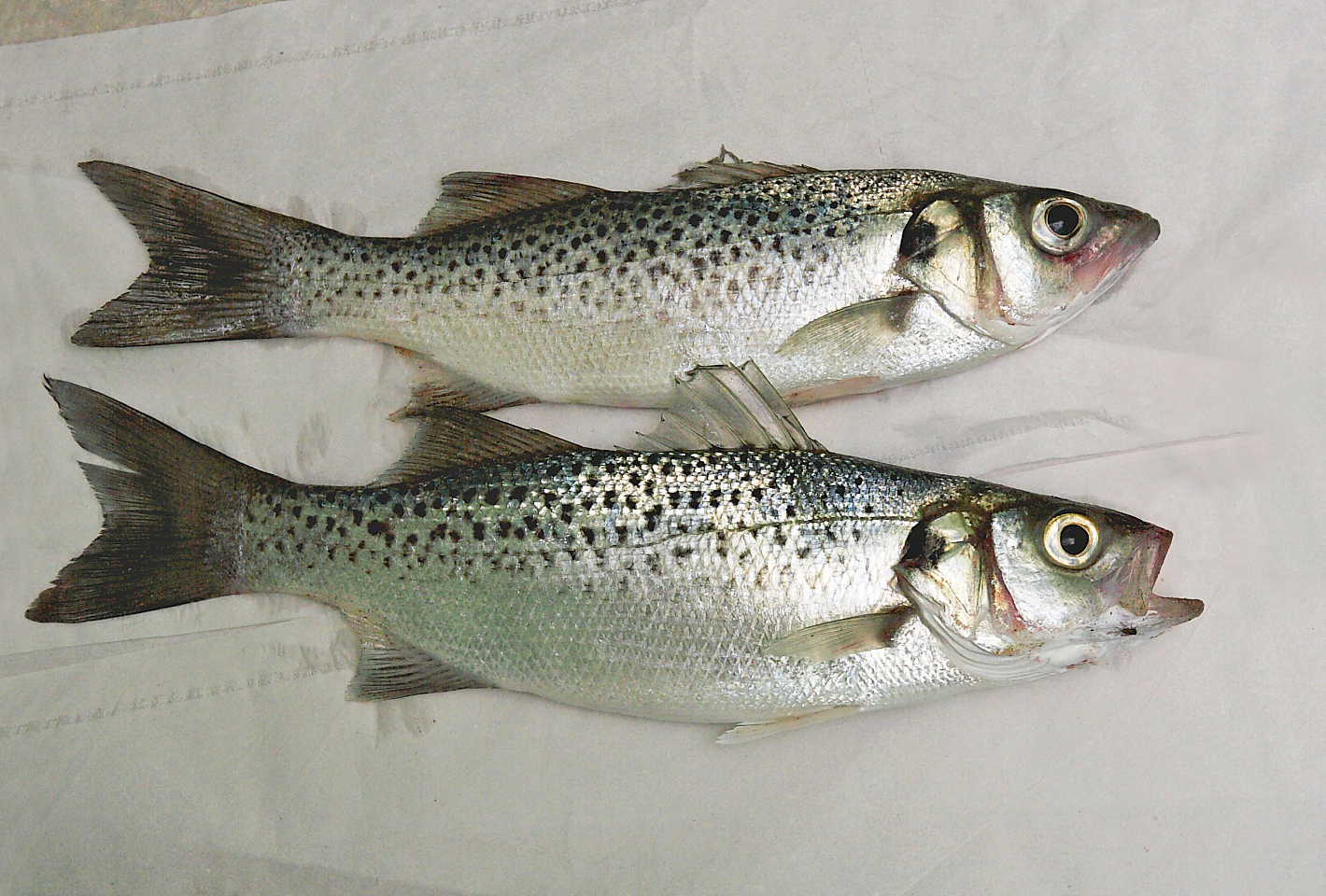
Dicentrarchus punctatus

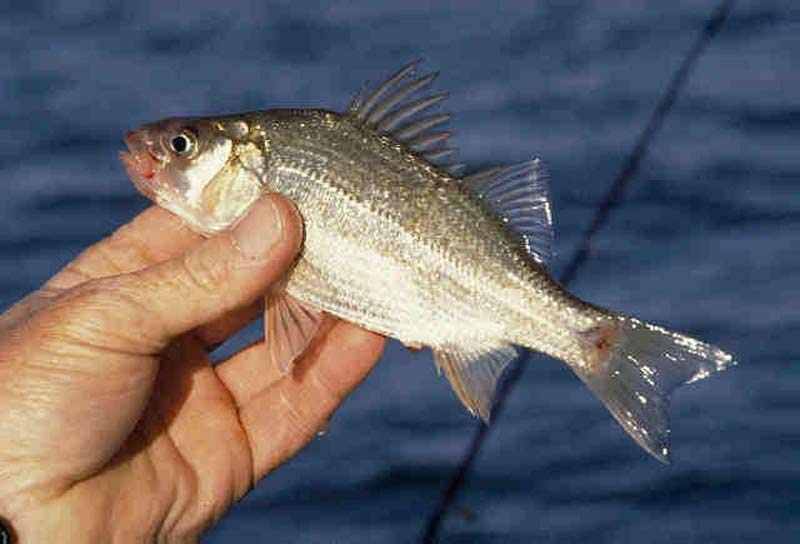
Morone americana

I Moronidae sono una famiglia di pesci ossei appartenenti all'ordine Perciformes.

## Distribuzione e habitat
Questa famiglia è limitata all'Oceano Atlantico settentrionale: il genere Dicentrarchus è presente sulle coste europee dalla Norvegia al Senegal, nel mar Mediterraneo e nel mar Nero mentre Morone è distribuito lungo le coste americane dal Canada al Texas e nei fiumi nordamericani tributari dei Grandi laghi, dell'Atlantico e del Golfo del Messico.
Nel mar Mediterraneo sono presenti entrambe le specie del genere Dicentrarchus:
- D. labrax o spigola
- D. punctatus o spigola maculata.

Di recente nelle acque interne di molti paesi d'Europa tra cui l'Italia si è introdotta una forma ibrida tra Morone chrysops e M. saxatilis, che è anche oggetto di acquacoltura.
Le specie marine sono tutte caratterizzate da una certa eurialinità, sono demersali, strettamente costiere e penetrano frequentemente nelle lagune salmastre e negli estuari. Spesso anche le specie marine si possono trovare in acque completamente dolci. Le specie d'acqua dolce frequentano laghi, stagni ed altri ambienti a scarsa corrente.

## Descrizione
È una famiglia assai affine ai Serranidae, a cui è stata per molto tempo unita. Si tratta di pesci slanciati (i Morone, soprattutto quelli d'acqua dolce, sono più tozzi), con bocca piuttosto grande e labbra sviluppate. Le pinne dorsali sono due, la prima formata da raggi spinosi. La pinna anale ha tre raggi spiniformi. L'opercolo branchiale porta due spine acute. La linea laterale continua anche sulla pinna caudale.
La colorazione di questi pesci è argentea (con riflessi giallastri in Morone mississippiensis) con linee scure longitudinali nei Morone o punti scuri in Dicentrarchus punctatus e nei giovanili di D. labrax.
Sono animali di taglia mediamente abbastanza grande, Dicentrarchus labrax e Morone saxatilis possono superare ampiamente il metro di lunghezza e la decina di chilogrammi di peso.

## Biologia
Come già detto sono specie demersali e costiere, sono piuttosto attivi e nuotano instancabilmente in cerca di prede. Alcune specie hanno abitudini parzialmente notturne.

### Alimentazione
Sono tutti predatori, gli adulti hanno dieta a base di pesci e grandi invertebrati, i giovani di crostacei, vermi ed altri invertebrati.

### Riproduzione
Hanno uova pelagiche. Alcuni Morone sono parzialmente anadrome e in certe situazioni locali possono risalire i fiumi per la riproduzione.

## Pesca
Si tratta di pesci dalle carni pregiatissime, preda ambita di pescatori sportivi e professionisti. I pescasportivi li insidiano con varie tecniche sia con esche artificiali, ad esempio la traina o la spinning che naturali come pesci vivi o morti, gamberetti o vermi marini. La pesca commerciale li cattura soprattutto con reti da posta o talvolta con palamiti.
Alcune specie sono importantissime per l'aquacoltura.

## Specie
- Genere Dicentrarchus
  - Dicentrarchus labrax
  - Dicentrarchus punctatus
- Genere Morone
  - Morone americana
  - Morone chrysops
  - Morone mississippiensis
  - Morone saxatilis